# Yoshiaki Banno
Yoshiaki Banno (番野善明?, Banno Yoshiaki; 1952 – 1991) è stato un astronomo giapponese.
Banno coscoprì l'asteroide 4200 Shizukagozen.
L'asteroide 3394 Banno prende il nome da lui.

## Asteroidi scoperti
Banno ha coscoperto 1 asteroide:
| Asteroide         | Designaz. provv. | Data della scoperta | Coscopritore/i |
| ----------------- | ---------------- | ------------------- | -------------- |
| 4200 Shizukagozen | 1983 WA          | 28 novembre 1983    | Takeshi Urata  |